# Макинтайр, Стив
Стив Макинтайр (англ. Steve McIntyre, род. 28 мая 1974 года, Уиган, округ Манчестера, Великобритания) — разработчик программного обеспечения, один из разработчиков Debian, c 2008 по 2009 год — лидер проекта.
В настоящее время живёт в Кэмбридже, с марта 2010 года работает в ARM. Долгое время личную жизнь Стива составлял только большой дом, полный компьютеров. 10 сентября 2011 года в возрасте 37 лет он женился на Джоан Уорнер (ныне Макинтайр).
Наиболее известен работой по реализации механизма создания CD/DVD образов дистрибутива Debian (лидер группы debian-cd). Ответственный за выпуск официальных дистрибутивов.
В 2008 году выиграл выборы на пост Лидера проекта Debian, отыгравшись после поражений на выборах 2006 и 2007 годов, когда этот пост заняли Энтони Таунс (Anthony Towns) и Сэм Осевар (Sam Hocevar) с перевесом всего в 6 и 8 голосов соответственно. В 2010 году решил не баллотироваться повторно.